# کاتیا کورن
کاتیا کورن (انگلیسی: Katja Koren؛ زادهٔ ۶ اوت ۱۹۷۵) اسکی‌باز آلپاین اهل اسلوونی است.